# Xa lộ Khmer cổ đại

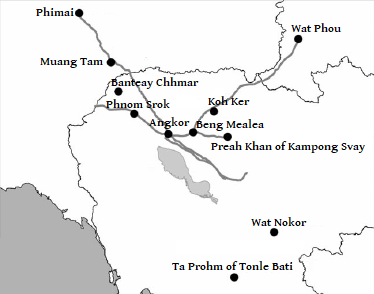
Bản đồ hệ thống đường xá Khmer cổ đại của Đế quốc Khmer

Xa lộ Khmer cổ đại (tiếng Khmer: ផ្លូវបុរាណខ្មែរ) là một con đường dài 225 km (140 mi) hướng về phía tây bắc nối liền Angkor (ở Campuchia) và Phimai (Vimayapura) (nay thuộc Thái Lan). Dù đây không phải là con đường duy nhất được người Khmer xây nên nhưng lại đóng vai trò quan trọng nhất.
Phần lớn con đường này đều bị rừng rậm mọc che kín và ngày nay chỉ có thể nhìn thấy trên các bức ảnh chụp từ trên không. Rất ít dharmasala, chỗ trú chân hoặc dưỡng đường còn tồn tại (chỉ còn sót lại các đền thờ vì chúng là những công trình duy nhất được xây bằng đá sa thạch hoặc đá ong, và tất cả các công trình xây dựng bằng gỗ đều mục nát từ lâu). Phần duy nhất của con đường vẫn có thể tìm thấy nguồn gốc là từ lối vào thị trấn Phimai (quốc lộ 2163).
Con đường này từng được chứng minh là tồn tại vào thế kỷ 12 và 13, nhưng cũng có thể nó đã tồn tại từ trước rồi. Hầu hết công trình nằm dọc theo con đường này đều có từ thời vua Jayavarman VII.
Con đường đi xuyên đèo Ta Muen Thom băng qua dãy núi Dângrêk, và điểm dừng chân chính đầu tiên là ngôi đền Phanom Rung.
Năm 2004, quần thể bao gồm Phimai, xa lộ Khmer cổ Angkor Phimai và các ngôi đền ở Phanom Rung và Muang Tam đều được UNESCO đưa vào danh sách Di sản Thế giới.